# Reith (Ebersberg)
Reith ist ein Gemeindeteil der Kreisstadt Ebersberg im oberbayerischen Landkreis Ebersberg. Das Dorf liegt circa einen Kilometer nördlich von Ebersberg.